# 2018-as Formula–1 brit nagydíj
A brit nagydíj volt a 2018-as Formula–1 világbajnokság tizedik futama, amelyet 2018. július 6. és július 8. között rendeztek meg a Silverstone Circuit versenypályán, Silverstone-ban.

## Választható keverékek
| Abroncs          | Friss | Használt |
| ---------------- | ----- | -------- |
| Kemény keverék   |       |          |
| Közepes keverék  |       |          |
| Lágy keverék     |       |          |
| Átmeneti esőgumi |       |          |
| Teljes esőgumi   |       |          |

## Szabadedzések

### Első szabadedzés
A brit nagydíj első szabadedzését július 6-án, pénteken délelőtt tartották.
| helyezés | versenyző         | csapat/motor         | elért idő | különbség | futott kör |
| -------- | ----------------- | -------------------- | --------- | --------- | ---------- |
| 1        | Lewis Hamilton    | Mercedes             | 1:27,487  | −         | 24         |
| 2        | Valtteri Bottas   | Mercedes             | 1:27,854  | +0,367    | 27         |
| 3        | Sebastian Vettel  | Ferrari              | 1:27,998  | +0,511    | 22         |
| 4        | Daniel Ricciardo  | Red Bull-TAG Heuer   | 1:28,144  | +0,657    | 30         |
| 5        | Kimi Räikkönen    | Ferrari              | 1:28,218  | +0,731    | 24         |
| 6        | Max Verstappen    | Red Bull-TAG Heuer   | 1:28,325  | +0,838    | 24         |
| 7        | Romain Grosjean   | Haas-Ferrari         | 1:29,352  | +1,865    | 12         |
| 8        | Sergio Pérez      | Force India-Mercedes | 1:29,812  | +2,325    | 23         |
| 9        | Esteban Ocon      | Force India-Mercedes | 1:29,815  | +2,328    | 24         |
| 10       | Lance Stroll      | Williams-Mercedes    | 1:29,878  | +2,391    | 25         |
| 11       | Marcus Ericsson   | Sauber-Ferrari       | 1:29,942  | +2,455    | 25         |
| 12       | Pierre Gasly      | Toro Rosso-Honda     | 1:30,004  | +2,517    | 31         |
| 13       | Charles Leclerc   | Sauber-Ferrari       | 1:30,027  | +2,540    | 27         |
| 14       | Kevin Magnussen   | Haas-Ferrari         | 1:30,065  | +2,578    | 20         |
| 15       | Fernando Alonso   | McLaren-Renault      | 1:30,322  | +2,835    | 19         |
| 16       | Carlos Sainz Jr.  | Renault              | 1:30,358  | +2,871    | 22         |
| 17       | Stoffel Vandoorne | McLaren-Renault      | 1:30,416  | +2,929    | 25         |
| 18       | Nico Hülkenberg   | Renault              | 1:30,701  | +3,214    | 18         |
| 19       | Brendon Hartley   | Toro Rosso-Honda     | 1:30,749  | +3,262    | 31         |
| 20       | Szergej Szirotkin | Williams-Mercedes    | 1:31,017  | +3,530    | 22         |

### Második szabadedzés
A brit nagydíj második szabadedzését július 6-án, pénteken délután tartották.
| helyezés | versenyző         | csapat/motor         | elért idő  | különbség | futott kör |
| -------- | ----------------- | -------------------- | ---------- | --------- | ---------- |
| 1        | Sebastian Vettel  | Ferrari              | 1:27,552   | −         | 36         |
| 2        | Lewis Hamilton    | Mercedes             | 1:27,739   | +0,187    | 32         |
| 3        | Valtteri Bottas   | Mercedes             | 1:27,909   | +0,357    | 30         |
| 4        | Kimi Räikkönen    | Ferrari              | 1:28,045   | +0,493    | 34         |
| 5        | Daniel Ricciardo  | Red Bull-TAG Heuer   | 1:28,408   | +0,856    | 31         |
| 6        | Fernando Alonso   | McLaren-Renault      | 1:29,306   | +1,754    | 31         |
| 7        | Nico Hülkenberg   | Renault              | 1:29,354   | +1,802    | 35         |
| 8        | Esteban Ocon      | Force India-Mercedes | 1:29,467   | +1,915    | 33         |
| 9        | Sergio Pérez      | Force India-Mercedes | 1:29,522   | +1,970    | 32         |
| 10       | Charles Leclerc   | Sauber-Ferrari       | 1:29,557   | +2,005    | 30         |
| 11       | Carlos Sainz Jr.  | Renault              | 1:29,563   | +2,011    | 36         |
| 12       | Kevin Magnussen   | Haas-Ferrari         | 1:29,617   | +2,065    | 33         |
| 13       | Pierre Gasly      | Toro Rosso-Honda     | 1:29,831   | +2,279    | 16         |
| 14       | Marcus Ericsson   | Sauber-Ferrari       | 1:30,046   | +2,494    | 32         |
| 15       | Lance Stroll      | Williams-Mercedes    | 1:30,069   | +2,517    | 34         |
| 16       | Szergej Szirotkin | Williams-Mercedes    | 1:30,103   | +2,551    | 36         |
| 17       | Stoffel Vandoorne | McLaren-Renault      | 1:30,121   | +2,569    | 31         |
| 18       | Brendon Hartley   | Toro Rosso-Honda     | 1:30,404   | +2,852    | 36         |
| 19       | Max Verstappen    | Red Bull-TAG Heuer   | idő nélkül | –         | 2          |
| 20       | Romain Grosjean   | Haas-Ferrari         | idő nélkül | –         | 0          |

### Harmadik szabadedzés
A brit nagydíj harmadik szabadedzését július 7-én, szombaton délelőtt tartották.
| helyezés | versenyző         | csapat/motor         | elért idő  | különbség | futott kör |
| -------- | ----------------- | -------------------- | ---------- | --------- | ---------- |
| 1        | Lewis Hamilton    | Mercedes             | 1:26,722   | −         | 15         |
| 2        | Kimi Räikkönen    | Ferrari              | 1:26,815   | +0,093    | 14         |
| 3        | Valtteri Bottas   | Mercedes             | 1:27,364   | +0,642    | 17         |
| 4        | Sebastian Vettel  | Ferrari              | 1:27,851   | +1,129    | 8          |
| 5        | Max Verstappen    | Red Bull-TAG Heuer   | 1:28,012   | +1,290    | 22         |
| 6        | Daniel Ricciardo  | Red Bull-TAG Heuer   | 1:28,018   | +1,296    | 15         |
| 7        | Charles Leclerc   | Sauber-Ferrari       | 1:28,146   | +1,424    | 18         |
| 8        | Kevin Magnussen   | Haas-Ferrari         | 1:28,418   | +1,696    | 16         |
| 9        | Romain Grosjean   | Haas-Ferrari         | 1:28,554   | +1,832    | 18         |
| 10       | Marcus Ericsson   | Sauber-Ferrari       | 1:28,814   | +2,092    | 17         |
| 11       | Esteban Ocon      | Force India-Mercedes | 1:28,917   | +2,195    | 14         |
| 12       | Sergio Pérez      | Force India-Mercedes | 1:29,066   | +2,344    | 15         |
| 13       | Fernando Alonso   | McLaren-Renault      | 1:29,070   | +2,348    | 17         |
| 14       | Nico Hülkenberg   | Renault              | 1:29,094   | +2,372    | 12         |
| 15       | Carlos Sainz Jr.  | Renault              | 1:29,133   | +2,411    | 15         |
| 16       | Lance Stroll      | Williams-Mercedes    | 1:29,829   | +3,107    | 13         |
| 17       | Szergej Szirotkin | Williams-Mercedes    | 1:29,984   | +3,262    | 17         |
| 18       | Stoffel Vandoorne | McLaren-Renault      | 1:30,004   | +3,282    | 17         |
| 19       | Pierre Gasly      | Toro Rosso-Honda     | 1:30,050   | +3,328    | 4          |
| 20       | Brendon Hartley   | Toro Rosso-Honda     | idő nélkül | –         | 3          |

## Időmérő edzés
A brit nagydíj időmérő edzését július 7-én, szombaton délután futották.
| helyezés              | rajtszám | versenyző         | csapat/motor         | 1. rész    | 2. rész  | 3. rész  | rajthely   | futott kör |
| --------------------- | -------- | ----------------- | -------------------- | ---------- | -------- | -------- | ---------- | ---------- |
| 1                     | 44       | Lewis Hamilton    | Mercedes             | 1:26,818   | 1:26,256 | 1:25,892 | 1          | 16         |
| 2                     | 5        | Sebastian Vettel  | Ferrari              | 1:26,585   | 1:26,372 | 1:25,936 | 2          | 17         |
| 3                     | 7        | Kimi Räikkönen    | Ferrari              | 1:27,549   | 1:26,483 | 1:25,990 | 3          | 17         |
| 4                     | 77       | Valtteri Bottas   | Mercedes             | 1:27,025   | 1:26,413 | 1:26,217 | 4          | 15         |
| 5                     | 33       | Max Verstappen    | Red Bull-TAG Heuer   | 1:27,309   | 1:27,013 | 1:26,602 | 5          | 14         |
| 6                     | 3        | Daniel Ricciardo  | Red Bull-TAG Heuer   | 1:27,979   | 1:27,369 | 1:27,099 | 6          | 14         |
| 7                     | 20       | Kevin Magnussen   | Haas-Ferrari         | 1:28,143   | 1:27,730 | 1:27,244 | 7          | 19         |
| 8                     | 8        | Romain Grosjean   | Haas-Ferrari         | 1:28,086   | 1:27,522 | 1:27,455 | 8          | 20         |
| 9                     | 16       | Charles Leclerc   | Sauber-Ferrari       | 1:27,962   | 1:27,790 | 1:27,879 | 9          | 19         |
| 10                    | 31       | Esteban Ocon      | Force India-Mercedes | 1:28,279   | 1:27,843 | 1:28,194 | 10         | 20         |
| 11                    | 27       | Nico Hülkenberg   | Renault              | 1:28,017   | 1:27,901 |          | 11         | 12         |
| 12                    | 11       | Sergio Pérez      | Force India-Mercedes | 1:28,210   | 1:27,928 |          | 12         | 14         |
| 13                    | 14       | Fernando Alonso   | McLaren-Renault      | 1:28,187   | 1:28,139 |          | 13         | 12         |
| 14                    | 10       | Pierre Gasly      | Toro Rosso-Honda     | 1:28,399   | 1:28,343 |          | 14         | 15         |
| 15                    | 9        | Marcus Ericsson   | Sauber-Ferrari       | 1:28,249   | 1:28,391 |          | 15         | 16         |
| 16                    | 55       | Carlos Sainz Jr.  | Renault              | 1:28,456   |          |          | 16         | 8          |
| 17                    | 2        | Stoffel Vandoorne | McLaren-Renault      | 1:29,096   |          |          | 17         | 9          |
| 18                    | 35       | Szergej Szirotkin | Williams-Mercedes    | 1:29,252   |          |          | boxutca[1] | 7          |
| 107%-os idő: 1:32,645 |          |                   |                      |            |          |          |            |            |
| NK                    | 18       | Lance Stroll      | Williams-Mercedes    | idő nélkül |          |          | boxutca[2] | 2          |
| NK                    | 28       | Brendon Hartley   | Toro Rosso-Honda     | idő nélkül |          |          | boxutca[3] | 0          |

Megjegyzés:
- ↑ 1:  — Szergej Szirotkin, Lance Stroll és Brendon Hartley autójánál is megszegték a parc fermé szabályait (a Williams pilótáinál a hátsó szárnyat kellett kicserélni, Hartleynek pedig az egész autóját újra kellett építeni, és új erőforráselemeket is kapott), ezért mind a három pilóta a boxutcából kellett hogy elrajtoljon.[3]
- ↑ 2:  — Lance Stroll az edzés elején a kavicságyban ragadt, így nem tudott mért kört futni, de megkapta a rajtengedélyt a futamra.[4]
- ↑ 3:  — Brendon Hartley a harmadik szabadedzésen elszenvedett balesete miatt nem tudott részt venni az időmérőn, de megkapta a rajtengedélyt a futamra.[5]

## Futam
A brit nagydíj futama július 8-án, vasárnap rajtolt.
| helyezés | rajtszám | versenyző         | csapat/motor         | futott kör | idő/kiesés oka | rajthely | abroncs | pont |
| -------- | -------- | ----------------- | -------------------- | ---------- | -------------- | -------- | ------- | ---- |
| 1        | 5        | Sebastian Vettel  | Ferrari              | 52         | 1:27:29,784    | 2        |         | 25   |
| 2        | 44       | Lewis Hamilton    | Mercedes             | 52         | +2,264         | 1        |         | 18   |
| 3        | 7        | Kimi Räikkönen    | Ferrari              | 52         | +3,652         | 3        |         | 15   |
| 4        | 77       | Valtteri Bottas   | Mercedes             | 52         | +8,883         | 4        |         | 12   |
| 5        | 3        | Daniel Ricciardo  | Red Bull-TAG Heuer   | 52         | +9,500         | 6        |         | 10   |
| 6        | 27       | Nico Hülkenberg   | Renault              | 52         | +28,220        | 11       |         | 8    |
| 7        | 31       | Esteban Ocon      | Force India-Mercedes | 52         | +29,930        | 10       |         | 6    |
| 8        | 14       | Fernando Alonso   | McLaren-Renault      | 52         | +31,115        | 13       |         | 4    |
| 9        | 20       | Kevin Magnussen   | Haas-Ferrari         | 52         | +33,188        | 7        |         | 2    |
| 10       | 11       | Sergio Pérez      | Force India-Mercedes | 52         | +34,708        | 12       |         | 1    |
| 11       | 2        | Stoffel Vandoorne | McLaren-Renault      | 52         | +35,774        | 17       |         |      |
| 12       | 18       | Lance Stroll      | Williams-Mercedes    | 52         | +38,106        | boxutca  |         |      |
| 13[1]    | 10       | Pierre Gasly      | Toro Rosso-Honda     | 52         | +39,129        | 14       |         |      |
| 14       | 35       | Szergej Szirotkin | Williams-Mercedes    | 52         | +48,113        | boxutca  |         |      |
| 15[2]    | 33       | Max Verstappen    | Red Bull-TAG Heuer   | 46         | fékek          | 5        |         |      |
| ki       | 8        | Romain Grosjean   | Haas-Ferrari         | 37         | baleset        | 8        |         |      |
| ki       | 55       | Carlos Sainz Jr.  | Renault              | 37         | baleset        | 16       |         |      |
| ki       | 9        | Marcus Ericsson   | Sauber-Ferrari       | 31         | baleset        | 15       |         |      |
| ki       | 16       | Charles Leclerc   | Sauber-Ferrari       | 18         | kerék          | 9        |         |      |
| ki       | 28       | Brendon Hartley   | Toro Rosso-Honda     | 1          | erőforrás      | boxutca  |         |      |

Megjegyzés:
- ↑ 1:  — Pierre Gasly eredetileg a 10. helyen ért célba, ám a verseny után 5 másodperces időbüntetést kapott a Sergio Pérezzel való ütközéséért, ezzel visszaesett a 13. helyre.[7]
- ↑ 2:  — Max Verstappen nem ért célba, de a helyezését értékelték, mert a versenytáv több, mint 90%-át teljesítette.

## A világbajnokság állása a verseny után
| H   | Versenyzők       | Pont | H   | Konstruktőrök        | Pont |
| --- | ---------------- | ---- | --- | -------------------- | ---- |
| 1.  | Sebastian Vettel | 171  | 1.  | Ferrari              | 287  |
| 2.  | Lewis Hamilton   | 163  | 2.  | Mercedes             | 267  |
| 3.  | Kimi Räikkönen   | 116  | 3.  | Red Bull-TAG Heuer   | 199  |
| 4.  | Daniel Ricciardo | 106  | 4.  | Renault              | 70   |
| 5.  | Valtteri Bottas  | 104  | 5.  | Haas-Ferrari         | 51   |
| 6.  | Max Verstappen   | 93   | 6.  | Force India-Mercedes | 49   |
| 7.  | Nico Hülkenberg  | 42   | 7.  | McLaren-Renault      | 48   |
| 8.  | Fernando Alonso  | 40   | 8.  | Toro Rosso-Honda     | 19   |
| 9.  | Kevin Magnussen  | 39   | 9.  | Sauber-Ferrari       | 16   |
| 10. | Carlos Sainz Jr. | 28   | 10. | Williams-Mercedes    | 4    |

(A teljes táblázat)

## Statisztikák
- Vezető helyen:
  - Sebastian Vettel: 38 kör (1-20, 22-33 és 47-52)
  - Valtteri Bottas: 14 kör (21 és 34-46)
- Lewis Hamilton 76. pole-pozíciója.
- Sebastian Vettel 51. futamgyőzelme és 34. versenyben futott leggyorsabb köre.
- A Ferrari 234. futamgyőzelme.
- Sebastian Vettel 105., Lewis Hamilton 124., Kimi Räikkönen 97. dobogós helyezése.
- A Pirelli gumiszállító 350. nagydíjhétvégéje.[8]